# Arhiv franjevačke privatne gimnazije u Franjevačkome samostanu u Sinju
Arhiv franjevačke privatne gimnazije u franjevačkome samostanu u gradiću Sinju. Zaštićeno je kulturno dobro.

## Opis dobra
Arhiv franjevačke gimnazije čuva se u Franjevačkom samostanu u Sinju. Sadrži spise od 1838. do 1918. godine.

## Zaštita
Pod oznakom RST-128,24/07-69, vrste pokretno kulturno dobro — zbirka, pravna statusa zaštićenoga kulturnog dobra, vrste arhivska građa. Nije pod zaštitom UNESCO-a.